# Torre del Molino (Caudiel)

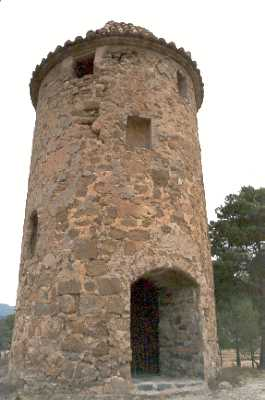
Torre del Molino.

La Torre del Molino, también llamada Torre de Aníbal es una torre defensiva de época medieval que se sitúa en las afueras de la localidad de Caudiel (provincia de Castellón, España).
Tiene forma cilíndrica, construida con material de conglomerado de piedra y cal, que une los bloques de piedra regulares. Está cubierta con una cúpula revestida de tejas. 
Hay quienes la atribuyen a Aníbal y otros a la época medieval. En opinión de Plinio el Viejo, Hircio y Tito Livio, denominan a este tipo de torres “Turris Hannibalis”, construidas en los altozanos como atalayas de vigilancia contra los ladrones o contra las incursiones de los ejércitos enemigos, las cuales se comunicaban con otras semejantes de la comarca. 